# Mila (Princ-dal)
A Mila (magyarul: Kedves) a szerb Princ dala, mellyel Szerbiát képviselte a 2025-ös Eurovíziós Dalfesztiválon Bázelben. A dal 2025. február 28-án, a szerb nemzeti döntőben, a Pesma za Evrovizijuban megszerzett győzelemmel érdemelte ki a dalversenyen való indulás jogát.

## Eurovíziós Dalfesztivál
2024. december 10-én vált hivatalossá, hogy az énekes dala bekerült a Pesma za Evroviziju szerb nemzeti döntő mezőnyébe. A dal 2025. február 26-án továbbjutott a dalválasztó műsor második elődöntőjéből a két nappal később rendezett döntőbe, ahol a szakmai zsűri, valamint a nézők szavazatai által összesítésben az első helyet érte el, és megnyerte a versenyt, így ez a dal képviselheti Szerbiát az Eurovíziós Dalfesztiválon.
A dalt először a május 15-én rendezett második elődöntőben, fellépési sorrendben tizennegyedikként adja elő, a Németországot képviselő Abor & Tynna Baller című dala után és a Finnországot képviselő Erika Vikman Ich komme című dala előtt. Az elődöntőben a nézői szavazatok pontjai alapján a dal nem jutott tovább a május 17-én megrendezésre került döntőbe.

## Dalszöveg
| Mila Ti si platila što volim te ja Mila Život vratila sa ruba Ima mnogo razloga da Ipak voliš drugoga Al’ tako mi je stalo da te čuvam – A dal refrénje | Mila Megfizetted a szerelem árát Mila Visszahoztad az életet a peremről Sok oka van Szeretni egy másikat De én csak rólad akarok gondoskodni – A dal refrénje magyarul |

## Galéria

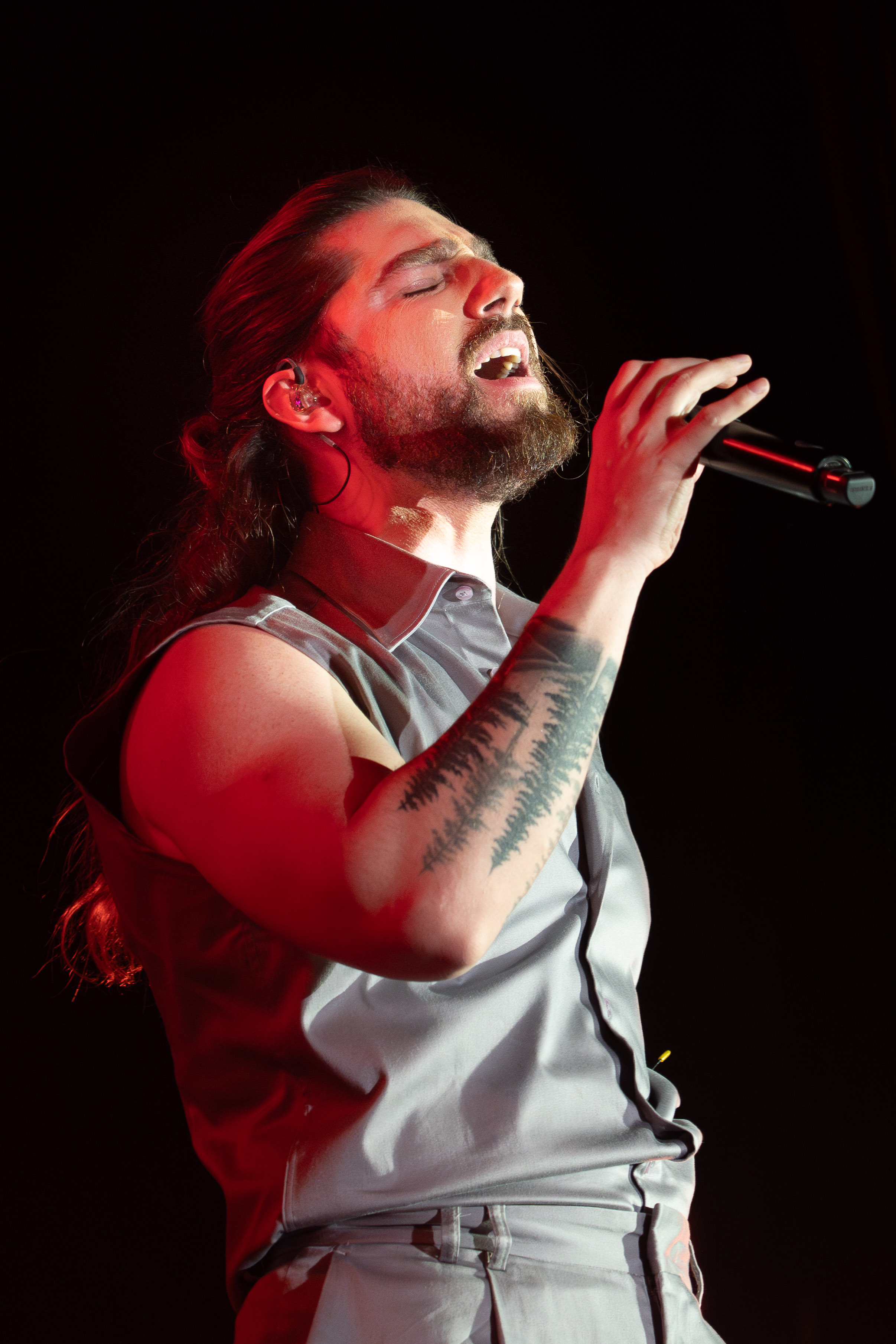
A madridi eurovíziós partin
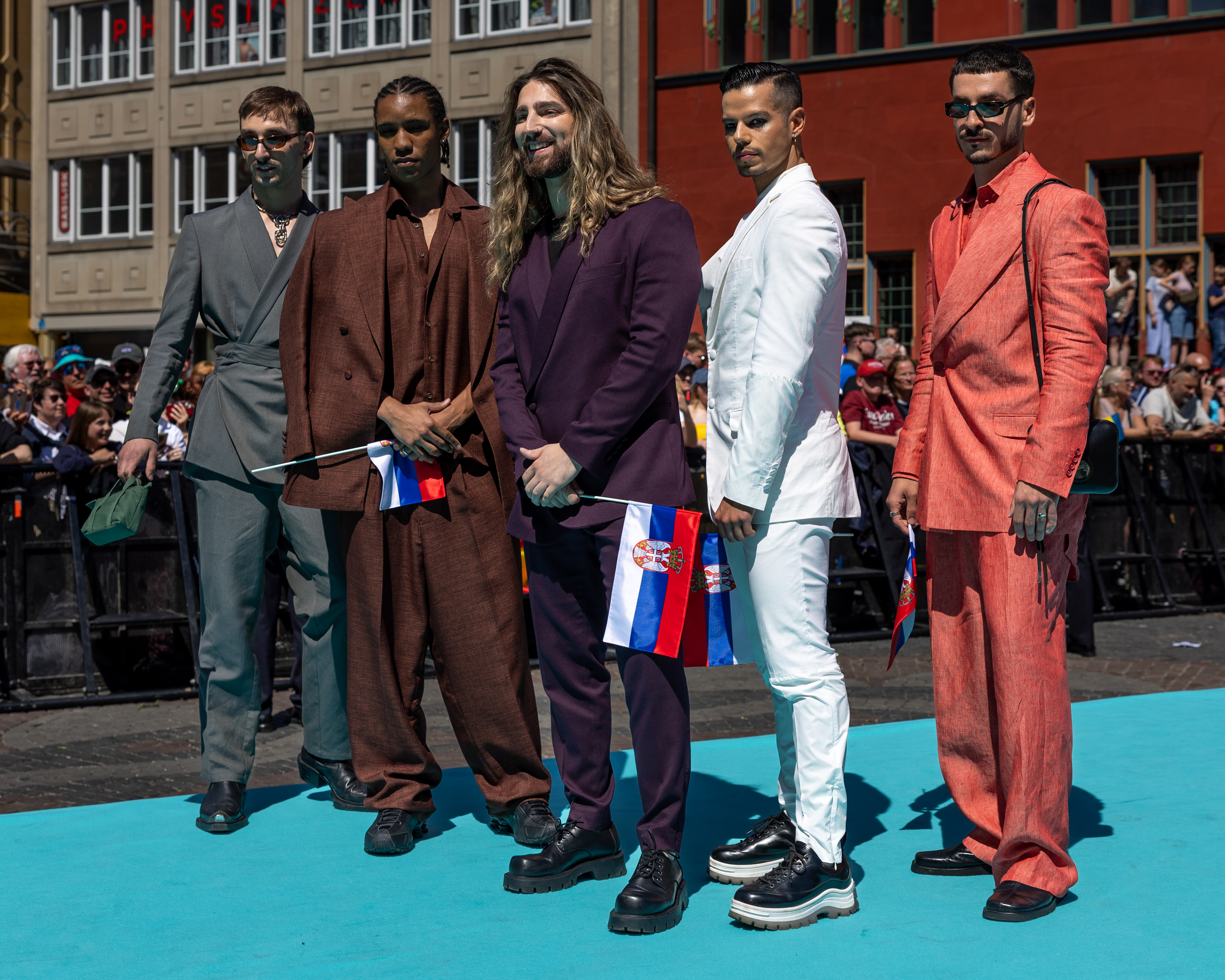
A megnyitóünnepségen
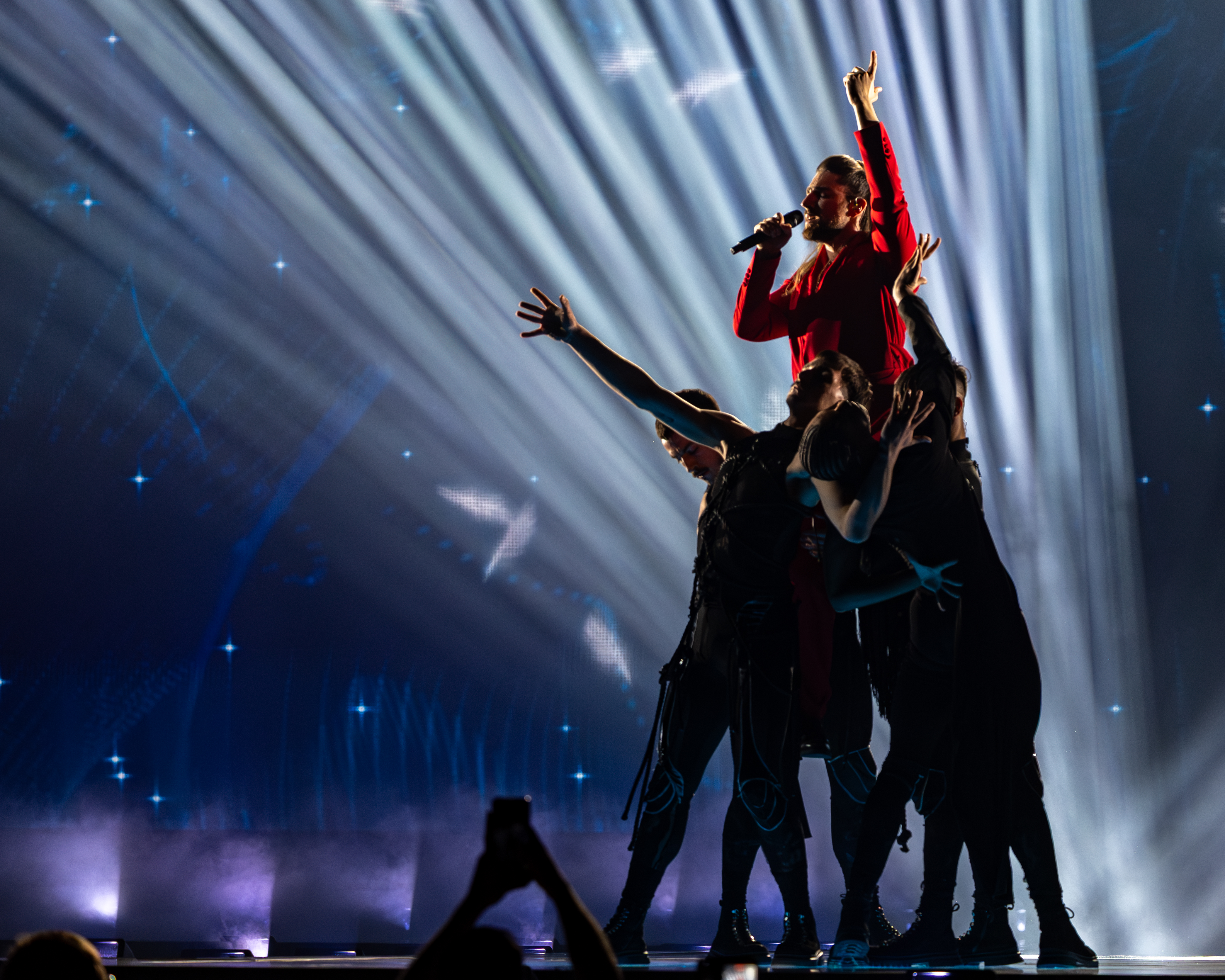
Az elődöntőben